# Zempoala (Veracruz)
Zempoala es una localidad del estado mexicano de Veracruz. Es parte del municipio de Úrsulo Galván.

## Toponimia
El nombre «Zempoala» proviene de los términos en náhuatl cempoalli, veinte; atl, agua; c, locativo. Su significado es «En veinte aguas».

## Demografía
| Gráfica de evolución demográfica |
|                                  |

| Censo | Población |
| ----- | --------- |
| 1900  | 1 072     |
| 1910  | 1 529     |
| 1921  | 1 500     |
| 1930  | 1 539     |
| 1940  | 2 638     |
| 1950  | 2 690     |
| 1960  | 3 883     |
| 1970  | 5 064     |
| 1980  | 7 018     |
| 1990  | 9 009     |
| 1995  | 9 595     |
| 2000  | 9 236     |
| 2005  | 8 766     |
| 2010  | 9 249     |
| 2020  | 9 668     |